# 周學輝
周學輝（1882年—1971年），宇实之，号晦园，安徽建德（今东至）人，清两江总督周馥之子，举人。清末民初实业家，政治人物。

## 生平
自小便受严格的传统教育，国学功底很深。辛亥革命后，国会成立，学辉被推选为参议院议员，后又当选为众议院议员。追随其兄周学熙致力创办实业，与学熙同心协力，奠定了周氏企业集团的纺织业基础。先后任天津华新纱厂常务董事、董事长，北京自来水公司常务董事、董事长，滦州矿地公司董事长，启新洋灰公司董事、董事长，江南水泥公司董事，耀华玻璃公司董事等职。